# IM L7
L'IM L7 est une berline full-size électrique qui sera produite par le constructeur automobile chinois IM Motors, également connu sous le nom de Zhiji Motors, une co-entreprise entre la Shanghai Automotive Industry Corporation, Alibaba Group et le District de Pudong. La production devrait démarrer début 2022.

## Aperçu

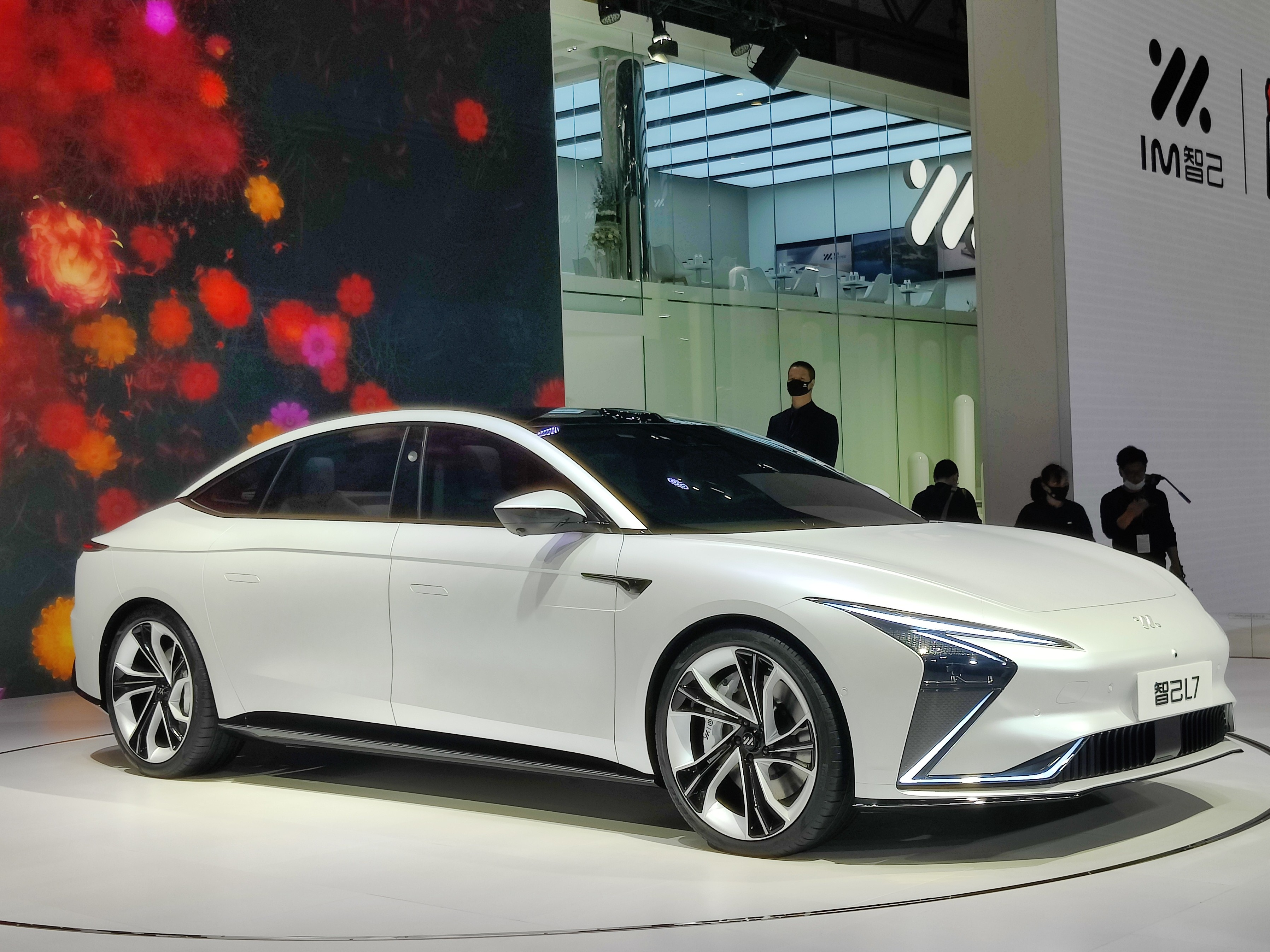
IM L7, côté droit et avant

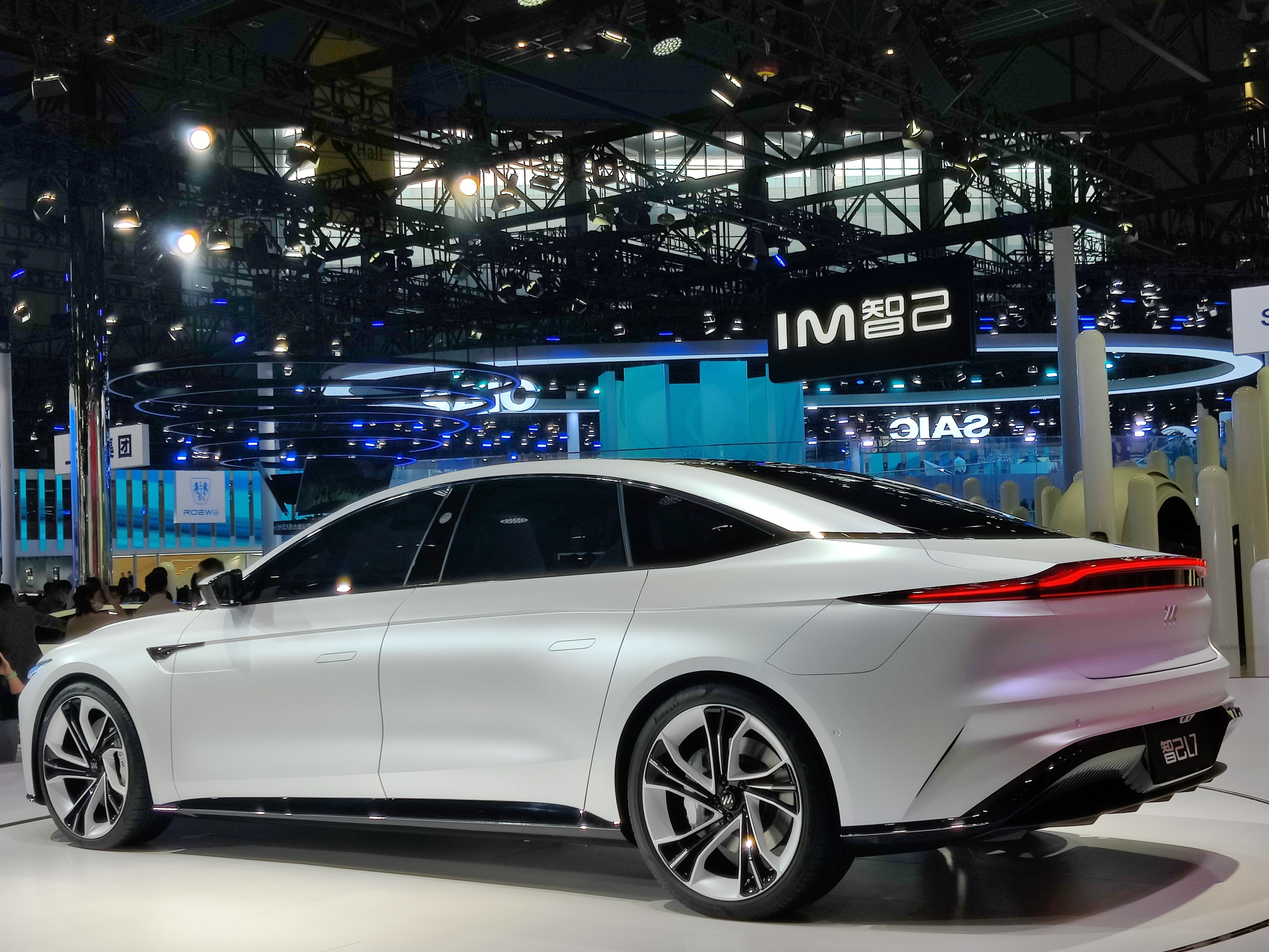
IM L7, côté gauche et arrière

L'IM L7 a été dévoilée en tant que prototype le 19 avril 2021 au Salon de l'automobile de Shanghai, aux côtés du concept de SUV IM LS7 et du concept car IM Airo. Le même jour, la voiture a été mise en prévente. La L7 est destinée à être une concurrente de la Tesla Model S plus courte sur le marché automobile chinois, avec son système de conduite autonome IM AD, et elle sera commercialisée au premier trimestre 2022.

## Caractéristiques
L'IM L7 utilise le système de conduite intelligent IM AD de l'entreprise, qui utilise le chipset Jetson Xavier de Nvidia, un lidar, 12 caméras, 5 radars à ondes millimétriques et 12 capteurs à ultrasons. Cela permet à la voiture d'être conduite de manière autonome sur les autoroutes et de manière semi-autonome dans les rues d'une ville, ainsi que d'être invoquée par le conducteur et de se garée par elle-même.
La variante de base de la L7 utilise un seul moteur arrière de 340 ch, tandis que la variante haut de gamme utilise une configuration à deux moteurs, avec 237 ch dans le moteur avant et 340 ch à l'arrière, chacun des moteurs utilisant une batterie de 93 kWh avec une autonomie NEDC de 615 km (382 mi). L'IM L7 utilise la recharge sans fil.
Le châssis utilisé pour l'IM L7 a été développé avec la contribution du consultant en ingénierie britannique Williams Advanced Engineering, qui comprend quatre roues directrices et un système d'amortissement CDC à commande électronique.

## Intérieur

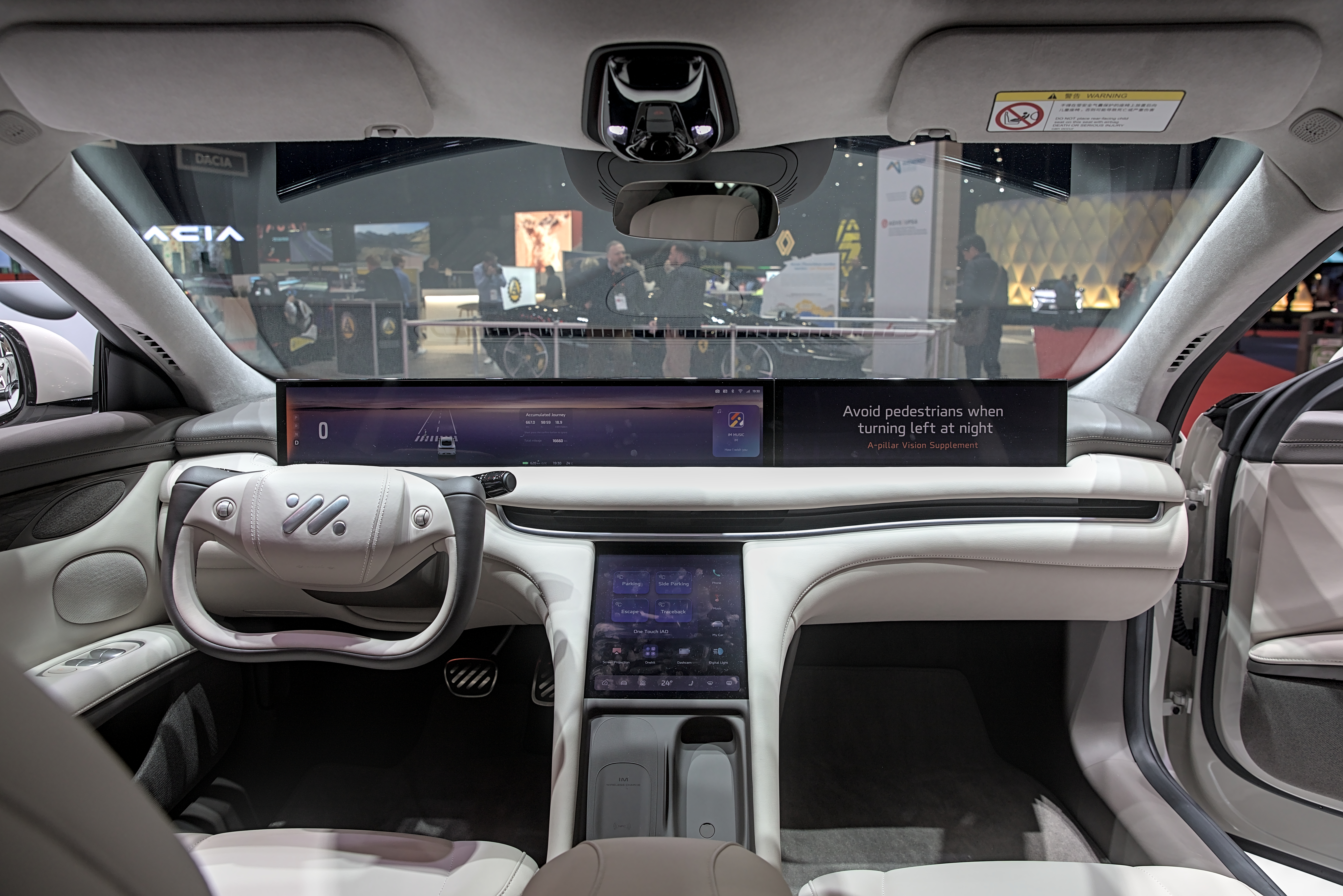
IM L7, intérieur au salon de Genève 2024

L'intérieur comprend à la fois un écran tactile de 39 pouces (99 cm) sur le tableau de bord et un écran tactile central de 12,3 pouces (31 cm), ainsi que des pavé tactile sur le volant. La voiture est équipée d'un système audio à 22 haut-parleurs d'une puissance totale de 1120 watts.